# (216390) Binnig
(216390) Binnig est un astéroïde de la ceinture principale.

## Description
(216390) Binnig est un astéroïde de la ceinture principale. Il fut découvert le 14 février 2008 à Taunus par Erwin Schwab et Rainer Kling. Il présente une orbite caractérisée par un demi-grand axe de 3,14 UA, une excentricité de 0,13 et une inclinaison de 6,1° par rapport à l'écliptique.

## Compléments